# Аризема хунаньская
Аризе́ма хуна́ньская (лат. Arisaema hunanense) — многолетнее клубневое травянистое растение, вид рода Аризема (Arisaema) семейства Ароидные (Araceae).

## Ботаническое описание
Клубень сжато-шаровидный, около 2 см в диаметре.

### Листья
Катафиллы до 15 см длиной.
Листьев два. Черешок 20—45—55 см длиной, вложенный примерно на половину во влагалища, формирующие ложный стебель. Листовая пластинка пальчатораздельная; листочки в числе 7—9, обратноланцетовидные; центральный листочек с коротким черешочком и больше боковых; рахис между центральным и боковыми листочками 4—6 мм.

### Соцветия и цветки
Цветоножка короче черешков, свободная часть 3—6 см. Покрывало красноватое внутри. Трубка цилиндрическая, около 7 см длиной и 2 см в диаметре, немного изогнутая и не ухообразная у горловины; пластинка овально-ланцетовидная, около 6 см длиной, на вершине длиннозаострённая.
Початок однополый. Мужской початок примерно 1,5 см длиной; женский — около 2,5 см длиной; завязь овальная, около 3 мм в диаметре; столбик короткий; рыльце маленькое, опушённое. Придаток сидячий, полувертикальный или немного изогнутый, узкопирамидальный, 4—7 см длиной, около 4,5 мм в диаметре, суженный в основании и на вершине, у основания примерно 1,5 см в диаметре и обычно с острыми стерильными цветками 4—5 мм в диаметре у женского початка, гладкий у мужского початка.
Цветёт в марте — мае.

## Распространение
Встречается в Китае (Сычуань, Хунань, Гуандун).
Растёт в лесах, в речных долинах, на высоте от 200 до 800 м над уровнем моря.